# Otto Wilhelm Fischer
Otto Wilhelm Fischer (ur. 1 kwietnia 1915 w Klosterneuburgu, zm. 1 lutego 2004 w Lugano) – austriacki aktor i reżyser. Był laureatem wielu nagród filmowych, przede wszystkim niemieckojęzycznego przemysłu filmowego.

## Życiorys
Urodził się w Klosterneuburgu pod Wiedniem, gdzie zdał maturę w miejscowym gimnazjum. Fischer rozpoczął studia z filologii angielskiej i germańskiej oraz historii sztuki na Uniwersytecie Wiedeńskim. W 1936 zapisał się do szkoły teatralnej Max Reinhardt Seminar. Pierwsze występy aktorskie miał w wiedeńskim teatrze w Josefstadt, Kammerspiele w Monachium i wiedeńskim Volkstheater. W 1945 osiągnął szczyt swojej kariery teatralnej, kiedy dołączył do zespołu Burgtheater. 
Zadebiutował na ekranie w dramacie Burgtheater (1936). Występ w roli Karla Lechnera w dramacie biograficznym Wiedeń 1910 (Wien 1910, 1943), filmie propagandowym zapewnił mu wpis na listę Gottbegnadeten-Liste. Przełomu dokonał po wojnie, grając postać Hansa–Joachima, księcia czystego w komedii romantycznej Paula Verhoevena Romans w Heidelbergu (Heidelberger Romanze, 1951) i wielu innych filmach romantycznych, często z udziałem Marii Schell.
W odróżnieniu od swoich rodaków – Oskara Wernera, Marii Schell, Romy Schneider, Curta Jungersa czy Horsta Buchholza – nie zrobił kariery międzynarodowej, natomiast cieszył się dużym uznaniem w krajach niemieckojęzycznych. Był określany mianem „niemieckiej odpowiedzi na Cary Granta”. Co gorsza, jego przerwa w Stanach Zjednoczonych zakończyła się, zanim się zaczęła: podpisał kontrakt z June Allyson w remake’u Mój pan mąż (My Man Godfrey, 1956), ale został zwolniony po 16 dniach zdjęć i zastąpiony przez Davida Nivena, gdy Fischer podobno stracił pamięć podczas kręcenia. Fischer wyreżyserował i zagrał doktora Paula Vennera u boku Anouk Aimée w dramacie Szukam ciebie (L’amour ne meurt jamais, 1956), opartym na sztuce  A. J. Cronina Jupiter Laughs. Wyreżyserował wspólnie z Georgiem Marischką i zagrał tytułową postać w dramacie Hanussen (1955), filmie szczegółowo opisującym życie jasnowidza Erika Jana Hanussena. Choć film uważany jest za wysoce romantyczny, pomógł historykom i biografom w odkryciu nieznanych wcześniej faktów. Zagrał także tytułową rolę tragicznego króla Bawarii Ludwika II w klasycznym niemieckim dramacie historycznym Helmuta Käutnera Ludwig II: Splendor i koniec króla (Ludwig II: Glanz und Ende eines Königs, 1955).
W 1942 zawarł związek małżeński z aktorką pochodząca z Pragi, Anną Usell. 
W 1970 otrzymał tytuł profesora i zamieszkał w Vernate w Ticino, aby skoncentrować się na językoznawstwie i filozofii, na temat których wykładał i opublikował wiele książek. 
Zmarł 1 lutego 2004 w Lugano w Szwajcarii na niewydolność nerek w wieku 88 lat.

## Filmografia
- Burgtheater (1936)
- Anton, der Letzte (1939)
- Meine Tochter lebt in Wien (1940)
- Der Meineidbauer (1941)
- Sommerliebe (1942)
- Wien 1910 (1943)
- Die beiden Schwestern (1943)
- Sieben Briefe (1944)
- Glück unterwegs (1944)
- Spiel (1944)
- Leuchtende Schatten (1945)
- Triumph der Liebe (1947)
- Das unsterbliche Antlitz (1947)
- Liebling der Welt (1949)
- Erzherzog Johanns grosse Liebe (1950)
- Verträumte Tage (1950)
- Heidelberger Romanze (1951)
- Das letzte Rezept (1951)
- Bis wir uns wiedersehen (1952)
- Der träumende Mund (1952)
- Ein Herz spielt falsch (1953)
- Solange du da bist (1953)
- Tagebuch einer Verliebten (1953)
- Bildnis einer Unbekannten (1954)
- Ludwig II (1954)
- Hanussen (1955, także reżyser)
- Ich suche Dich (1955/1956, także reżyser)
- Mein Vater, der Schauspieler (1956)
- Herrscher ohne Krone (1956)
- El Hakim (1957)
- ... und nichts als die Wahrheit (1958)
- Peter Voss, der Millionendieb (1958)
- Il bacio del sole (1958, Włochy)
- Helden (1958)
- Menschen im Hotel (1959)
- Abschied von den Wolken (1959)
- Scheidungsgrund: Liebe (1960)
- Es muss nicht immer Kaviar sein (1961)
- Das Riesenrad (1961)
- Axel Munthe, der Arzt von San Michele (1962)
- Frühstück im Doppelbett (1963)
- Onkel Toms Hütte (1965)
- El Marques (1965, Hiszpania)
- Non faccio la guerra... faccio l'amore (1966, Włochy)
- Komm, süßer Tod (1969)
- Liebesvögel (1969)
- Das weite Land (1970)
- Die Fliege und der Frosch (1970, produkcja telewizyjna ZDF)
- Auferstehung in Lugano (1986, produkcja telewizyjna ZDF)
- Herbst in Lugano (1987/1988, produkcja telewizyjna ZDF)
- Ich möchte noch erwachsen werden (1990, produkcja telewizyjna BR)

## Nagrody i odznaczenia
- 1953–1955: Bambi
- 1956: Międzynarodowy Festiwal Filmowy w San Sebastián – Srebrna skorupa (reżyser, aktor) dla Ich suche Dich
- 1958–1963: statuetka Bravo Otto dla najlepszego aktora, przyzna przez czytelników niemieckiego dwutygodnika dla młodzieży „Bravo”
- 1995: Odznaka Honorowa za Naukę i Sztukę
- 1996: Odznaka Honorowa za Zasługi dla Republiki Austrii
- Order Zasługi Republiki Federalnej Niemiec